# Politique religieuse de Constantin le Grand
 (mars 2024).
La mise en forme du texte ne suit pas les recommandations de Wikipédia : il faut le « wikifier ».
Les points d'amélioration suivants sont les cas les plus fréquents. Le détail des points à revoir est peut-être précisé sur la page de discussion.
- Les titres sont pré-formatés par le logiciel. Ils ne sont ni en capitales, ni en gras.
- Le texte ne doit pas être écrit en capitales (les noms de famille non plus), ni en gras, ni en italique, ni en « petit »…
- Le gras n'est utilisé que pour surligner le titre de l'article dans l'introduction, une seule fois.
- L'italique est rarement utilisé : mots en langue étrangère, titres d'œuvres, noms de bateaux, etc.
- Les citations ne sont pas en italique mais en corps de texte normal. Elles sont entourées par des guillemets français : « et ».
- Les listes à puces sont à éviter, des paragraphes rédigés étant largement préférés. Les tableaux sont à réserver à la présentation de données structurées (résultats, etc.).
- Les appels de note de bas de page (petits chiffres en exposant, introduits par l'outil «  Source ») sont à placer entre la fin de phrase et le point final[comme ça].
- Les liens internes (vers d'autres articles de Wikipédia) sont à choisir avec parcimonie. Créez des liens vers des articles approfondissant le sujet. Les termes génériques sans rapport avec le sujet sont à éviter, ainsi que les répétitions de liens vers un même terme.
- Les liens externes sont à placer uniquement dans une section « Liens externes », à la fin de l'article. Ces liens sont à choisir avec parcimonie suivant les règles définies. Si un lien sert de source à l'article, son insertion dans le texte est à faire par les notes de bas de page.
- La présentation des références doit suivre les conventions bibliographiques. Il est recommandé d'utiliser les modèles {{Ouvrage}}, {{Chapitre}}, {{Article}}, {{Lien web}} et/ou {{Bibliographie}}. Le mode d'édition visuel peut mettre en forme automatiquement les références.
- Insérer une infobox (cadre d'informations à droite) n'est pas obligatoire pour parachever la mise en page.

Pour une aide détaillée, merci de consulter Aide:Wikification.
Si vous pensez que ces points ont été résolus, vous pouvez retirer ce bandeau et améliorer la mise en forme d'un autre article.

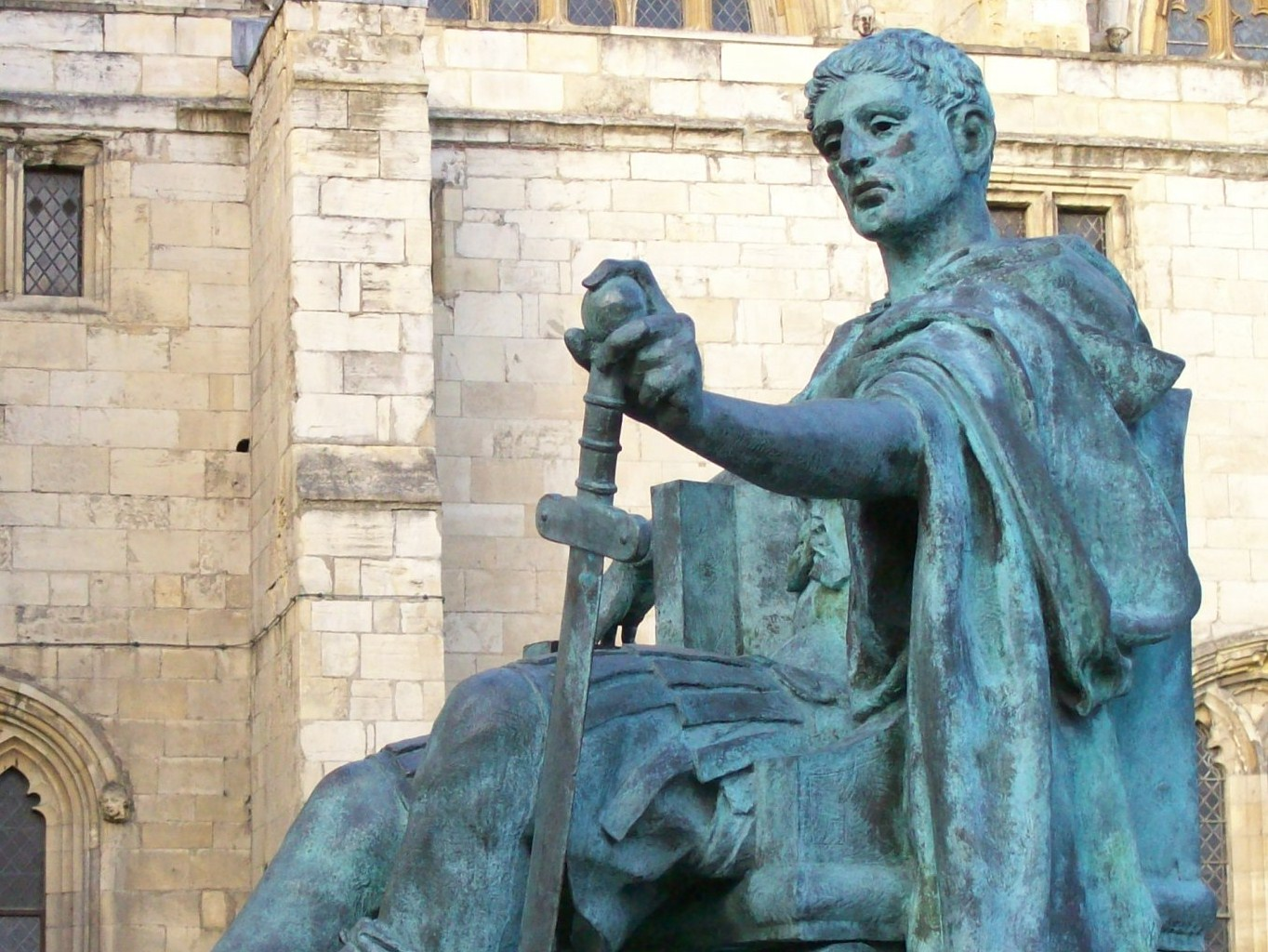
Constantin le Grand, une sculpture de Philip Jackson à York.

La politique de Constantin le Grand en matière de religion a été qualifiée par des experts, dont Scott Bradbury et l'archéologue français André Piganiol de « capricieuse, d'ambiguë et de sans suite »,:120. Toutefois, il semblerait que cette affirmation nécessite d'être modérée et il est probable qu'elle soit une grossière généralisation basée sur une caractérisation de l'empereur. Né en 273 lors de la crise du IIIe siècle, Constantin avait trente ans au moment de la Grande Persécution dioclétienne. Il a vu son père, Constance, devenir Auguste d’Occident puis le voir mourir de causes naturelles, le 25 juillet 306 à Eboracum (York). Constantin a passé sa vie dans l’armée et en guerre avec une grande partie de sa famille élargie. Ses actions permettent de réunir sous son unique autorité un empire affaibli et divisé. Selon Eusèbe de Césarée, il s’est converti au christianisme vers l’âge de 40 ans après une révélation du Christ. «une croix de lumière dans le ciel à midi et un écrit indiquant qu’il vaincrait par ce signe. Constantin implora la protection de ce Dieu, Le pria de Se faire connaître à lui et de l’assister dans l’état où se trouvaient ses affaires. Pendant qu’il faisait cette prière, il eut une merveilleuse vision et qui paraîtrait peut être incroyable, si elle était rapportée par un autre.» Sa politique religieuse, formée à partir de ses expériences, était celle d’un homme prudent en quête de vérité d’une part et de pouvoir d’autre part. Une quête spirituelle personnelle, et celle de la religion susceptible d’asseoir au mieux son pouvoir. « Mais ce fut surtout le souci de l’unité, qu’il rechercha opiniâtrement dès 314 ». Cette politique se traduit plus concrètement en une tolérance croissante du christianisme, des réglementations limitées contre le polythéisme romain, une participation à la résolution des conflits religieux tels que le schisme avec les donatistes et la convocation de conciles, dont le Concile de Nicée concernant l’arianisme:60. John Kaye caractérise la conversion de Constantin et le Concile de Nicée que Constantin a convoqué comme deux des événements les plus importants qui ne soient jamais arrivés à l’Église catholique:1.

## Contexte historique

### Politique et persécution des chrétiens dans l'enfance de Constantin

#### Politique

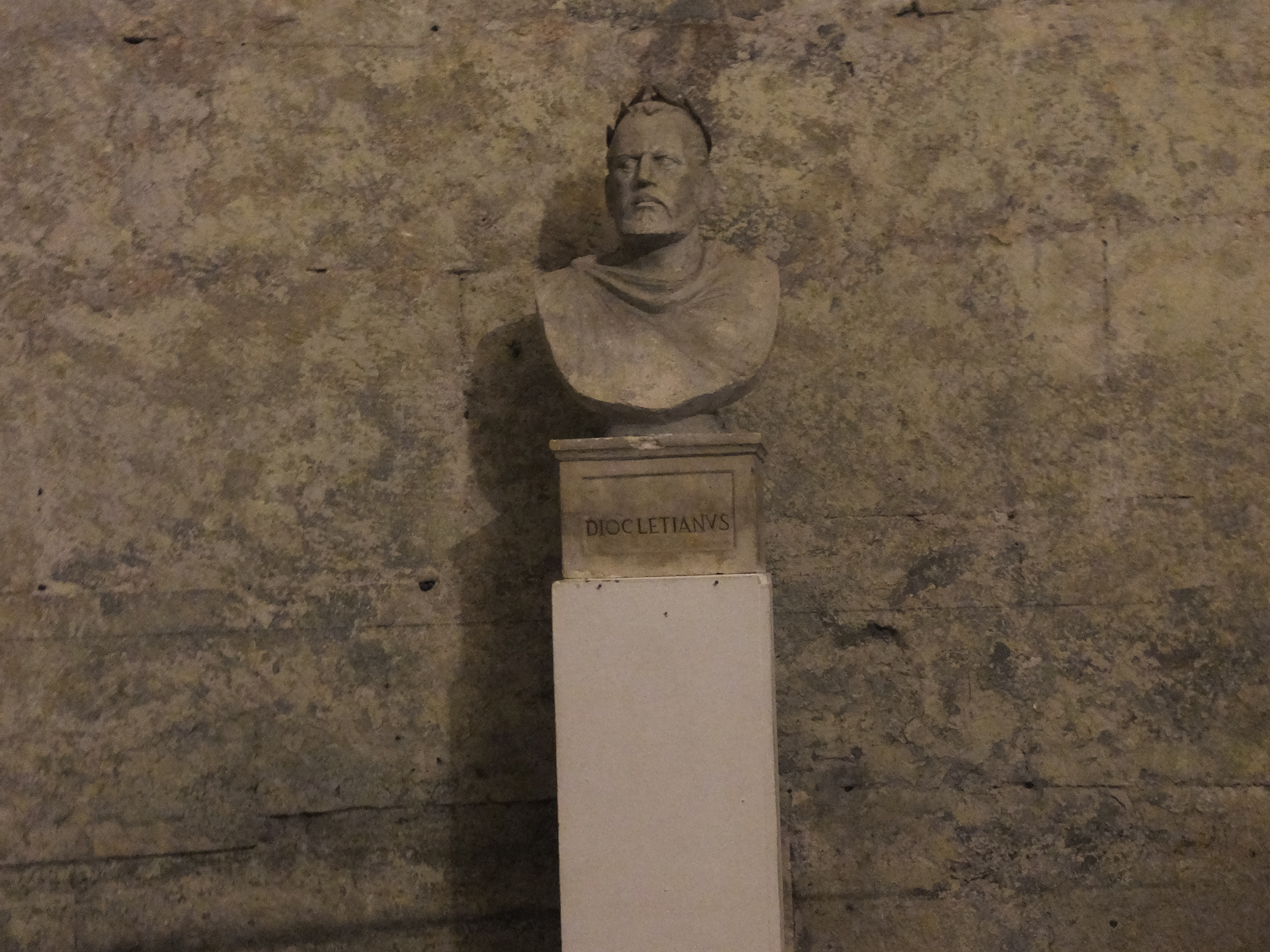
Empereur romain Dioclétien - panorama.

La crise du troisième siècle (235-284 apr. J.-C.) fut une grande période de troubles pour l’Empire romain qui connut une grave crise appelée, par la tradition, d'anarchie militaire. Premièrement, l’Empire était fractionné et divisé en différentes parties contrôlées par des empereurs rivaux à Rome. L’orient est contrôlé par l’Empire palmyrénien et l’occident par l’Empire des Gaules. Secondement, à la division interne de l’empire s’ajoute une période de fortes invasions barbares et de migrations vers le territoire romain. Selon l'historien irlandais Peter Brown, le gouvernement de la Rome impériale était un système facile à vivre qui gouvernait indirectement par l’intermédiaire des élites régionales et locales. Ce qui fait que l’administration n’était pas construite pour survivre à la pression des invasions continues et des guerres civiles. Durant cette période de crise, la vie dans une « superpuissance assiégée » a été marquée par des faillites, une fragmentation politique, une dévaluation importante de la monnaie, une crise économique, des empereurs successifs, désignés par des armées, assassinés ou mourant au combat, ainsi que de nombreuses pertes militaires graves. Constantin est né pendant cette période en 273 apr. J.-C. et a été élevé dans la religion polythéiste par des parents polythéistes.
La crise du troisième siècle débuta par l’assassinat de l’empereur Sévère Alexandre par ses propres troupes en 235, ce qui a conduit à une crise politique. Pendant plus de 50 ans, au moins, 26 et au plus 64 prétendants et usurpateurs se battent pour accéder au titre d’empereur. En 268, l’empire était divisé en trois États concurrents. Bien que des empereurs aient tenté de rétablir l’unité de l’empire tel que l’empereur Aurélien, la crise n’a réellement pris fin que lorsque Dioclétien a pris les rênes et mis en œuvre de grandes réformes en 284. Cette nouvelle période d'unité de l'Empire romain est très différente des autres périodes de l'Empire, car il entre dans une période historique appelé le «Bas-Empire» ou «antiquité tardive». L'Empire romain passe du système pseudo impérial appelé «principat» à un système qui cherche à créer une succession plus stable et qui s'apparente plus à une monarchie ou «dominat» Ce qui assure cette transition ce sont les réformes de Dioclétien. Il restructura le gouvernement romain en établissant une tétrarchie (de tétra qui signifie quatre), un système avec quatre hommes régnant conjointement sur un empire divisé en deux parties, l’Est et l’Ouest. Chaque partie était dirigée par un Auguste qui avait un subordonné nommé César. Dioclétien a régné comme auguste principal en orient de 284 à 305 apr. J.-C., alors que Maximien a régné comme Auguste inférieur en occident de 286 à 305 apr. J.-C.. En outre, Dioclétien établit des capitales administratives situées plus près des frontières de l’empire pour chacun des quatre tétrarques. Ces changements contribuèrent à restaurer le pouvoir impérial à la fin du IIIe siècle.
Bien que la tétrarchie ne fut pas une réussite du point de vue politique, Jonathan Bardill affirme toutefois qu’elle a apporté des changements permanents à l’empire. La tétrarchie a permis au gouvernement de se centraliser autour de la cour impériale et de la personne de l’empereur qui représente maintenant plus que jamais le pouvoir. Dorénavant, l’empereur est la seule source sûre de pouvoir et d’influence, et, à cause de cela, les élites ont perdu une partie de leur richesse et de leur statut. De plus, des capitales ont émergé dans chaque région tandis que d’autres villes ont diminué. Ce qui fait que, malgré la centralisation des pouvoirs, les provinces peuvent être mieux gérées par une élite locale. Or, les villes n’étaient plus aussi uniques et différentes qu’elles l’étaient. L’empire ne pouvait plus être considéré comme « une communauté de villes »:57. Au lieu de cela, le point commun que toutes les villes partageaient entre elles était la romanité ainsi que la loyauté partagée envers l’empereur et ses partisans:57.
Peter Brown affirme que l’empire, l’administration et l’empereur sont devenus plus intrusifs dans la vie privée de ses sujets au fur et à mesure qu’il s’est également davantage engagé dans une position idéologique:62.

#### Persécution des chrétiens
Ces conditions de troubles et d’instabilités ont conduit à une suppression, à l’échelle de l’empire, du christianisme beaucoup plus sévèrement que jamais auparavant:62. Le IVe siècle est un siècle charnière, important et décisif pour l'Église. L'Église chrétienne deviendra la religion d'état, mais avant, elle doit subir les persécutions de Dioclétien. On ne sait pas exactement pourquoi Dioclétien décide de commencer à persécuter les chrétiens après 19 ans de règne. Toutefois, une théorie plausible serait que Dioclétien aurait voulu conserver les vieilles valeurs qui ont fait la grandeur de Rome : « Il s’agit, une fois de plus, de cette politique d’attachement aux traditions religieuses du passé qui ont fait la grandeur de l’Empire. Dans cette période difficile, Dioclétien tentera de revivifier l’Empire, menacé à l’intérieur et à l’extérieur, en rénovant la tradition religieuse ancienne et en donnant à l’empereur une position quasi divine, somme toute en instaurant une sorte de totalitarisme politico-religieux. Il était dès lors naturel que de telles tendances, jointes à un conservatisme déclaré, aient comme conséquences plus ou moins rapides des prises de positions antichrétiennes.».   
C'est pourquoi, le 24 février 303 après Jésus-Christ, Dioclétien a publié le premier d’une série d’édits qui abrogeaient les droits légaux des chrétiens et exigeaient le respect des pratiques religieuses polythéistes et traditionnelles de l'Empire. Les demandes de Dioclétiens peuvent être compréhensibles dans la mesure où historiquement on considère que, depuis Auguste, les empereurs sont considérés comme des êtres supérieurs (sans être des dieux vivants) vers lesquels la population romaine rendait un culte de la personnalité. De plus, Dioclétien voulait très certainement asseoir son pouvoir plus fermement en tendant vers l’unité religieuse dans l’empire. La persécution des chrétiens permet aussi à Dioclétien de tourner l’attention publique sur le christianisme pour mieux faire passer sa propre ligne d’action politique. Toutefois, le christianisme existait depuis plus de 250 ans et l’Église et l’Empire avaient beaucoup changé entre ces époques. L’Église n’était plus composée de petits groupuscules dispersés et sans influence. Selon Peter Brown, elle était devenue une « Église universelle » qui fonctionnait comme une « ville dans la ville »:62,64  À l’époque de Dioclétien, contrairement à l’époque de Néron et des premiers chrétiens, il y avait une « noblesse chrétienne » établie en Asie Mineure et une hiérarchie développée au sein de l’Église, composée de dirigeants qui jouaient un rôle important dans le monde romain de leur époque:64. 
La persécution des chrétiens a donc commencé par cet édit qui obligeait les évêques chrétiens à participer à des célébrations païennes et à faire des sacrifices à des dieux romains ou bien à mourir:62–66 Selon Norman H. Baynes, au cours de la deuxième année de la persécution, après l’arrivée d’Urbanus en tant que proconsul (gouverneur) de la Palestine, l’édit impérial étendant l’ordre du sacrifice au grand public fut alors également publié:189.
Pour les chrétiens, cette période est connue sous le nom de « Grande Persécution » et a mis fin à ce que l'Église appelait la «petite paix». Baynes dit qu’elle s’est déroulée en deux phases. La première phase a commencé par la publication du Premier Édit en 303. La seconde phase a commencé avec la publication du quatrième édit, dont la date et la paternité sont toujours source de débat:189. David M. Potter avance la thèse que ces édits étaient davantage appliqués à l’Est qu’à l’Ouest:91. Cela est probablement dû au fait que l'Orient est, depuis le début du christianisme, beaucoup plus évangélisé et christianisé que l'Occident.
En plus du meurtre des fidèles, le premier édit de 303 prescrivait également la destruction des églises et exigeait que les Écritures et les autres livres chrétiens soient rendus à l’État:64. À une époque où la loi de l’Empereur était considérée comme la source divine de l’ordre et de la paix, l’Église prétendait posséder sa propre loi divine universelle dans les écritures chrétiennes, c’est pourquoi les soldats étaient envoyés pour les confisquer et les brûler, car on y voyait une forme de rébellion et d’opposition au pouvoir:63. C’est ce que des chercheurs comme Maureen A. Tilley considèrent comme la cause du schisme donatiste. Les donatistes croyaient que chaque livre des Saintes Écritures n’était pas seulement une plume et de l’encre, mais était la manifestation physique et réelle de la Parole de Dieu, et que remettre les Écritures pour qu’elles soient brûlées et livrer un martyr pour mourir étaient les deux faces d’une même médaille:332–334 Ceux qui coopéraient avec les soldats étaient, en latin, des «traditores», ce qui à l’origine faisait référence à « la remise », mais le terme signifie désormais : des traîtres. Ceux qui ont remis des livres et ont coopéré avec les Romains sont considérés comme des traitres par les donatistes. Par la suite, les donatistes ont refusé de permettre aux traditores de revenir à des postes de direction de l’Église. Les donatistes deviendront plus tard une épine dans le pied de Constantin et cela tout au long de son règne jusqu'à tant que l'Église considère le donatisme a posteriori schismatique puis hérétique:xvi.
En 305, Dioclétien décide de résigner sa charge d'empereur, soit par fatigue ou soit pour montrer l'exemple, et contraint Maximien à se retirer également:1067. Galère était le gendre de Dioclétien ; lui et Constance Ier, qui est donc le père de Constantin, avaient tous deux été adoptés par Dioclétien. Ils furent en conséquence nommés Auguste de l'Est et Auguste de l'Ouest, respectivement, le 1er mai 305 après Jésus Christ. Or, au grand dam de Dioclétien, très peu de temps après son abdication, les successeurs commencèrent à lutter pour le contrôle de l’Empire romain.

### Famille divisé
Constantin et son père quittèrent la Gaule et traversèrent la manche et l'île de Bretagne pour aller vaincre les Pictes lors d'une bataille. Toutefois, le 25 juillet 306, le père de Constantin, Constance, mourut à Eboracum (York) :xxv Après la mort de Constance, les troupes de la garnison ont proclamé Constantin comme empereur et Auguste d’Occident. Constantin accepta les honneurs. Cependant, Galère n'était pas d'accord avec la situation et n'accepta pas la passation de pouvoir. Même si Constantin était le fils du dernier auguste occidental, Dioclétien avait établi une « règle » en 305 selon laquelle les fils ne devaient pas suivre leurs pères au pouvoir. David Potter dit que les histoires qui circulaient à l’époque disaient que tout cela faisait partie des machinations de Galère pour empêcher Constantin de devenir l’empereur principal pour pouvoir accaparer le pouvoir:122. L’Occident, à cette époque, était encore largement sous-développé. Toutefois, le soutien militaire des troupes occidentales à Constantin a forcé Galère, en tant qu’Auguste de l’Est, la région la plus développée et la plus riche, à reconnaître la revendication de Constantin, mais seulement partiellement. Galère nomma son propre partisan Valerius Sévère au poste d’Auguste d’Occident et proclama Constantin comme César subordonné à Sévère.
Puis, le 28 octobre 306, Maxence, le fils de Maximien, se proclama Auguste d’Occident. Il a ensuite pris possession de l’Italie et vécu à Rome de 306 à 312 av. J.-C.:86,87. Maxence a sorti son père, Maximien, de sa retraite afin qu’il puisse l’aider dans ses projets. Il est plus probable qu'il prit seul la décision de sortir de sa retraite. Car, selon Eutrope, «il se précipita à Rome». Maxence devient donc un usurpateur. Galère ne peut pas permettre cela puisque cela met en cause la légitimité de Sévère. Il demande donc à son co-Auguste, Sévère, de déloger Maxence de l'Italie au début de l’année 307:61. Toutefois, dès que Sévère arrive au champ de bataille, son armée fait défection vers Maxence:30–31 Sévère fut capturé et emmené au camp Tres Tabernae à l’extérieur de Rome, où il se suicida ou bien fut exécuté en 307:61.
Dans le but de déloger Maxence et Maximien, Galère décide de marcher lui-même sur Rome à l'automne de la même année. Galère avait de meilleures probabilités de gagner que Sévère puisqu'il était un bien meilleur général et avait déjà gagné quelques batailles. Cependant, Galère ne parvint pas à prendre la Ville:31. Une des raisons de cette incapacité à remporter provient certainement de la recherche d'alliance, ou du moins de neutralité, entre Maximien et Constantin. Constantin observait depuis la Gaule et évitait les conflits avec Maxence et les empereurs d'Orient pendant la majeure partie de cette période. Les possessions de Constantin à cette époque n'étaient pas grandes : principalement la Grande-Bretagne, la Gaule et l'Espagne:189. Leithart dit que Constantin s'est rendu compte que Galère n'était pas un allié sûr sur lequel il serait judicieux de construire son avenir, alors Constantin a fait alliance avec Maximien et Maxence. Il scelle cette alliance en épousant Flavia Maximiana Fausta, la fille de Maximien (elle avait entre onze et quatorze ans):61,62,  à Trèves ou plus probablement à Arles vers l'automne 307 apr. J.-C. La date du 25 décembre a aussi été théorisé. Cette alliance permettait donc à Maximien et Maxence de se concentrer pleinement sur Galère et renforçait grandement la position de Constantin.
Au printemps, probablement en avril 308, Maximien tenta de faire déposer son fils Maxence par son ancienne armée. Cette initiative fut un échec ; les soldats préférèrent le fils au père:62. Maximien prit alors la fuite, quitta Rome et se réfugia chez son gendre, Constantin:Domitius Domitianus.
Maximin II, également connu sous le nom de Maximin Daïa, était le neveu de Galère et il était aussi un César. Après la mort de Sévère, Maximin Daïa s’attendait à être élevé au rang d’Auguste à sa place et fut profondément déçu en 308 après J.-C., lorsque lors de la Conférence de Carnuntum, Licinius fut proclamé Auguste de l’Occident à la place. En 310 après J.-C., un Maximin II amer et déçu laissa ses troupes le proclamer Auguste. Cela fait donc cinq hommes revendiquant sérieusement la même position d’Auguste dans l’Occident. L’empire était en pleine guerre civile:Domitius Domitianus.
Deux prétendants au poste d'Auguste moururent en 310 : le premier était Alexandre de Carthage qui s'était proclamé empereur en 308 apr. J.-C. Maxence envoya son préfet du prétoire Rufius Volusianus pour s'occuper d'Alexandre qui fut ensuite fait prisonnier et exécuté par strangulation:126. Le prochain à mourir fut Maximien, le beau-père de Constantin. En 310, Constantin dû aller s'occuper des troubles aux frontières de l'empire. Constantin dû quitter son palais pour aller s'occuper une nouvelle fois des Francs. Il déploya son beau-père en mission à Arles. Profitant de l'absence de Constantin, Maximien distribua beaucoup d'argent aux soldats pour qu'ils rejoignent sa cause et qu'ils le revêtent de pourpre. Maximien annonça aussi que Constantin était mort. Constantin fut informé rapidement de cette trahison de son beau-père et se dépêcha d'aller à la rencontre de Maximien. En outre, la réponse des troupes ne fut pas aussi bonne que prévu et Maximien s'enfuit à Marseille. Constantin y fit marcher son armée de force, et Maximien fut attrapé et autorisé, ou, plus probablement, ordonné, de se suicider:63. Constantin laissa à son beau-père la liberté de choisir comment il allait mourir. Il mourut par pendaison. La conséquence de ce décès est évidement que Constantin doit rompre son alliance avec son beau-frère Maxence et rejoindre Licinius, qui devait épouser la sœur de Constantin, Constantia:63.
Peter Leithart souligne que Constantin a passé une bonne partie de sa vie à combattre d’autres Romains plutôt que des barbares étrangers. Il y avait même des membres de sa famille élargie. À la fin de sa vie, il était responsable de la mort de son beau-père Maximien, de son beau-frère Maxence, du mari de sa sœur Licinius et de leur fils, du neveu de Constantin, de sa femme Fausta et de son fils Crispus et de quelques autres parents:304.

#### Guerre civile
En juillet 310, la position de Constantin était enviable. Premièrement, il y avait de moins en moins de débordement aux frontières. Les Francs sont en grande partie contenus. Deuxièmement, la santé de Galère déclinait et son pouvoir s'érodait:Domitius Domitianus. Il ne s'oppose plus au pouvoir de Constantin et commence à faire frapper monnaie à l'effigie de Constantin. Après sa mort en 311, les territoires des Balkans furent rapidement occupés par Licinius, tandis que Maxence fit des pressions pour obtenir l'Asie Mineure qui était très peuplée, très prospère et très riche dans l'objectif de l'ajouter à ses possessions en Italie. En outre, Maxence profita de ce temps pour fortifier sa position en Italie:Domitius Domitianus.
Au printemps 312, Constantin décida qu'il devait s'occuper de Maxence:19. L'historien américain David Potter dit que les chercheurs ne savent pas d'où provenaient l'initiative des opérations militaires de 312. Est-ce que c'est Constantin qui a contacter Licinius en premier ou est-ce que c'était l'inverse? Toutefois, une chose est claire, Licinius et Constantin sont parvenus à un accord mutuel qui semble avoir impliqué un soutien militaire contre Maxence:135. Tandis que Licinius maintenait occupées une partie des troupes de Maxence dans le nord de l'Italie, Constantin rassembla une armée de 40 000 hommes et traversa les Alpes en direction de Rome:138. Selon Peter Leithart, Constantin rencontra les forces de Maxence à Suse, Turin et Vérone où il fut à chaque fois victorieux. Selon Timothy Barnes, le préfet du prétoire Ruricius Pompeianus, le général le plus ancien de Maxence, a été tué à Vérone:42. Selon Peter Leithart :«En octobre, Constantin campait en vue de Rome, sur le Tibre, près du pont Milvien.» :65. 

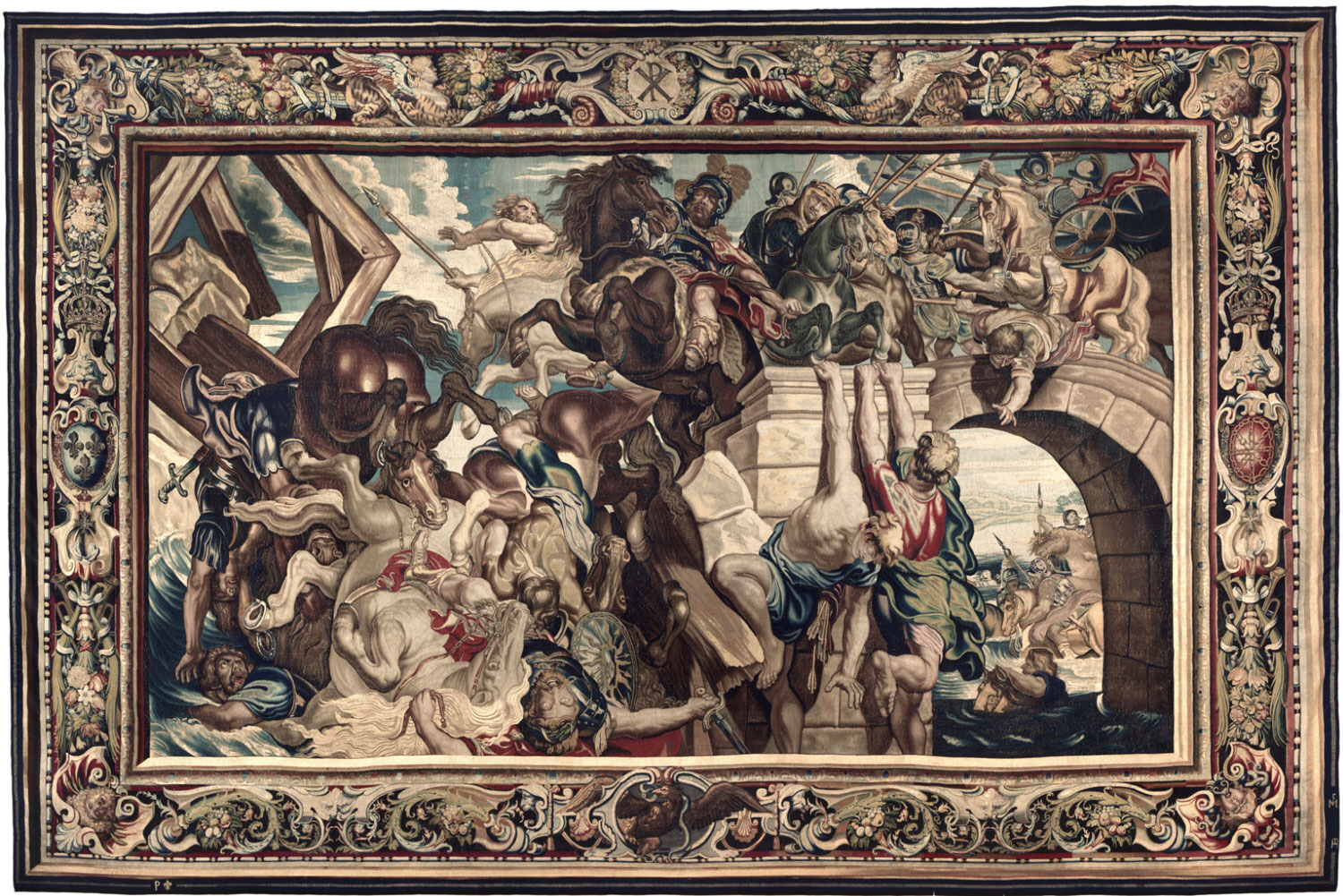
Triomphe de Constantin sur Maxence à la bataille du pont Milvius (312) (tapisserie) - 1623-1625

Averil Cameron raconte que Lactance rapporte que, la veille de la bataille du pont Milvius, Constantin a fait un rêve. Dans ce rêve, le Christ aurait apparu à Constantin et lui aurait dit : « Par ce signe, tu vaincras » (« In hoc signo vinces ») et de placer le chi-rho ou le chrisme (☧) (un symbole provenant des premières lettres du mot Christ en Grec ) sur les boucliers de ses soldats:56. Eusèbe de Césarée compare cette bataille au triomphe de Moïse sur Pharaon à la mer de Réa puisque Maxence et ses soldats « ont coulé comme du plomb dans les eaux puissantes », comme le dit le Livre de l'Exode à propos de Pharaon:68. Bardill dit que les deux armées se sont rencontrées à Saxa Rubra alors que Constantin s'approchait de la capitale depuis son camp. Les troupes de Maxence furent repoussées vers le Tibre où Maxence avait détruit le pont dans l'espoir de piéger les troupes de Constantin. Ils auraient été obligés de traverser le Tibre sur les pontons restants, mais c'est Maxence qui fut piégé à la place. Maxence s'est noyé lorsque les pontons se sont brisés:92,93. 
Selon Troels Myrup Kristensen, le lendemain de la bataille, le corps de Maxence fut retrouvé et sa tête fut exhibée publiquement à travers Rome avant d’être envoyée en Afrique. Constantin est donc maintenant le maître de Rome et maître de l'Occident.

## Conversion au christianisme
Neuf ans après que Dioclétien ait célébré son vingtième anniversaire de règne en faisant élever un autel fumant sur le Forum romain et en ayant perpétré la plus grande persécution des chrétiens dans l’histoire de l’Empire, Constantin Ier entra victorieusement à Rome et passa devant l’autel du Capitole sans y offrir de sacrifice:60,61Selon les historiens de l’Église, écrivant après sa mort, Constantin s’était alors déjà converti au christianisme, faisant de lui le tout premier empereur romain chrétien. Dans son discours à l'Assemblée des Saints, Constantin dit qu'il n'était ni un enfant ni un jeune lorsqu'il s'est converti. Jonathan Bardill dit que cette affirmation est probable, puisque les parents de Constantin étaient tous deux des polythéistes. Sa mère, sainte Hélène, n'aurait été persuadée de se convertir qu'après que Constantin l'ait déjà fait:218. Jonathan Bardill considère qu'il est probable que Constantin se soit converti entre 310 et 315:218. 
Brown qualifie la conversion de Constantin de « conversion à la romaine»:61. En effet, ce sont les exploits de Constantin, son arrivée au pouvoir au cours d'une série de nombreuses guerres civiles meurtrières, après avait détruit la tétrarchie et unifié un empire divisé qui le convainquent. Car il croyait que le Dieu chrétien lui avait apporté la victoire et le considérait donc comme le véritable et unique destinataire de la religio. Il a fait tout cela sans accorder la religio aux dieux traditionnels. Brown dit encore que « c'est ainsi que ses sujets ont réalisé qu'il était chrétien »:61. 
Brown dit que Constantin avait plus de 40 ans, qu’il était très probablement un polythéiste traditionnel ou fidèle au monothéisme solaire et qu’il était un homme politique avisé et impitoyable lorsqu’il s’est déclaré chrétien:60,61. Sa première étape après la conquête fut d'éclipser la mémoire de Maxence, ce qu'il fit en remplissant le centre de Rome de monuments tels que l'Arc de Triomphe et l'Arc de Constantin. Ces monuments ne contiennent aucune référence au christianisme. Constantin, qui se dit être nouvellement chrétien, continue la tradition commencée par l’empereur Aurélien entre 270 et 275 après Jésus-Christ de représenter des thèmes païens. Il se montre aussi en tant qu'empereur avec le dieu Sol sur des pièces de monnaie. Les pièces et les monuments révèlent que la légende constantinienne est beaucoup plus profonde et complexe que ce que relate l’historiographie. Cependant, en 312, Constantin ordonna une statue de lui-même et Bardill cite Eusèbe disant que Constantin avait déterminé que sa statue devrait avoir « un trophée de la Passion du Sauveur devant être installé sous la main de sa propre statue – en effet, il leur a ordonné de le placer ». dans l'endroit le plus fréquenté de Rome, tenant dans sa main droite le signe du salut:174. Quelque temps après 324, il écrivit au roi de Perse Shapur II : « C'est lui que j'invoque à genoux, évitant tout sang abominable et toute odeur haineuse [de sacrifice païen] »:61,:60. 
Noel Lenski observe que le mythe de Constantin baptisé par le pape Sylvestre s'est développé vers la fin du Ve siècle. Cette légende apparaît dans une représentation romantique de la vie de Sylvestre, connue sous le nom d'Actus beati Sylvestri papai (datant du VIe siècle)(CPL 2235):299. 
Lenski souligne que cette histoire a permis à l'Église médiévale de se sortir d'un embarras majeur : le baptême de Constantin par un évêque arien, Eusèbe de Nicomédie, survenu lors d'une campagne en Perse en 337.
Selon Hans Pohlsander et Noel Lenski, Constantin avait l'intention de se faire baptiser dans le Jourdain lors d'un pèlerinage en Terre Sainte. Mais il tomba gravement malade à Nicomédie et fut rapidement baptisé par Eusèbe de Nicomédie. Il mourut peu de temps après, le 22 mai 337, dans une villa de banlieue nommée Achyron:81,82,,
L'historien Francis Opoku soulève la question de la sincérité de la conversion de Constantin au christianisme. Certains historiens, comme Eusèbe de Césarée, la considèrent comme authentique, tandis que d'autres, comme Edward Gibbon, y voient un opportunisme politique:19. En tant que chrétien converti, pourquoi avait-il toujours le soleil invaincu – Sol Invictus – sur ses pièces ? Pourquoi n’a-t-il jamais été un catéchumène convenablement instruit ? Pourquoi n’a-t-il pas été baptisé avant d’être sur son lit de mort ? :19. Si la compréhension initiale du christianisme par Constantin était superficielle, elle a évolué au fil du temps. Selon l'historien Francis Opoku, Constantin en est venu à se considérer comme le souverain désigné par Dieu, récompensé par la faveur divine. Selon Opoku, «Il est ainsi apparu que Constantin a gagné, plutôt que perdu, sa volonté d'échanger le style et le titre de dieu contre celui de vicaire du Christ.» :20.

### Les croyances religieuses et la politique de Constantin
Selon Peter J. Leithart, Constantin était « un croyant sincère quoique quelque peu simple »:302. Toutefois, la politique religieuse ainsi que la conversion de Constantin montre un homme profondément pieux, mais, surtout, un homme extrêmement prudent. Pierre Maraval ne doute pas de la conversion de Constantin : «Il semble difficile de contester que l'empereur soit passé par étapes du monothéisme solaire, qu'il avait trouvé dans sa tradition familiale, au monothéisme chrétien, puis à un christianisme de plus en plus nettement affirmé. La conviction que le Dieu des chrétiens lui avait donné la victoire dans son combat contre Maxence, lors duquel ses forces étaient bien inférieures (et peut-être même auparavant, dans sa campagne contre les Francs), a certainement joué un rôle dans son évolution.» Selon le philologue et l’historien belge Henri Grégoire, il faut considérer la politique religieuse des empereurs du IVe siècle, principalement Constantin, comme étant  étroitement liée à la politique séculaire. La religion s’inscrit dans un jeu politique plus large et plus profond et sert d’outil aux acteurs politiques: «les empereurs se servent de la religion, tantôt offensive tantôt défensive, et leurs changements d’attitude, en cette matière, sont toujours en rapport avec les circonstances politiques».
Constantin a eu une immense entreprise philanthropique à l’égard des chrétiens. Des cathédrales, des églises, des signes publics de christianisme ainsi que de la médiation dans des crises hérétiques, sont les contributions de Constantin à la foi du Christ Jésus. Toutefois, il précise que la foi chrétienne de Constantin ne se fait pas au détriment de la foi païenne. «Il n'a pas puni les païens parce qu'ils étaient païens, ni les Juifs parce qu'ils étaient juifs, et n'a pas adopté de politique de conversion forcée.» :302. Les païens sont restés à des postes importants à sa cour:302. La noblesse et la vertu de l’empereur résident dans sa justice et son souci de la stabilité de l’Empire. Pierre Maraval cite Richard Krautheimer : « De même que le sénat paraît avoir respecté les préférences religieuses de l’empereur, tout en ne faisant pas de réelles concessions, de même Constantin semble avoir voulu ne pas heurter les sentiments païens tout en promouvant la foi nouvelle».  De nombreuses pièces de monnaie reflètent clairement cette situation politique difficile de Constantin. En tenant compte de la sauvagerie que l’empereur avait connue, de l’intolérance et des persécutions graves, Constantin ne voulait pas être le moteur de troubles et de violences dans l’Empire. Les pièces de monnaie qui représentent le dieu solaire révèlent manifestement la volonté de Constantin de ne pas brusquer les élites païennes et les vieilles mentalités donc de faire la promotion de la paix dans les frontières de l’empire. De même que Constantin place les basiliques hors du pomerium dans le but de respecter les païens, l’empereur adopte, très progressivement, des signes chrétiens comme le chrisme sur ses pièces de monnaie sans toutefois retirer les allusions au dieu solaire. Le but est donc simple, d’attirer la population à soi. Ce faisant, les pièces de Sol invictus montrent que la politique religieuse de Constantin est bien simple, la tolérance de toutes les religions de l’empire sous l’égide de l’empereur pour faire la promotion de la paix et de la concorde. Cependant, il a interdit les spectacles de gladiateurs, détruit des temples et en a pillé davantage, et a utilisé une rhétorique énergique contre les non-chrétiens:302. Mais il n’a jamais procédé à une purge. Les partisans de Maxence ne furent pas massacrés lorsque Constantin prit la capitale ; La famille et la cour de Licinius n'ont pas été tuées:304. Il n'y a pas eu de martyrs païens:74,75. Leithart dit que Constantin attribuait son succès militaire à Dieu et que pendant son règne, l'empire était relativement paisible:305.

#### Relations avec le paganisme
Après la bataille du pont Milvius, Constantin et son co-Auguste Licinius publièrent l'édit de Milan qui accordait la tolérance religieuse. L'édit protégeait toutes les confessions de la persécution religieuse et permettait à chacun d'adorer la divinité de son choix. Licinius et Constantin avaient des visions divergentes sur l'édit de Milan de 313. Pour Licinius, l'édit accordait une liberté religieuse maximale aux chrétiens, les plaçant sur un pied d'égalité avec les autres cultes. Il n'envisageait pas de les privilégier davantage. En revanche, pour Constantin, l'édit représentait un minimum de droits accordés aux chrétiens. Il aspirait à une collaboration étroite entre l'Église et l'Empire. L'historien Harold A. Drake souligne que, si les divergences sur la politique religieuse de Constantin sont nombreuses, il existe un consensus sur son engagement en faveur de l'unité au sein de l'Église: « l'engagement de Constantin en faveur de l'unité dans l'Église [est] une politique sur laquelle pratiquement tous les partis sont d'accord ». Le point de discorde réside dans l'inclusion ou non des païens dans cette unité:2,5 Harold A. Drake affirme que Jacob Burckhardt a caractérisé Constantin comme étant « essentiellement non religieux », utilisant l'Église uniquement pour soutenir son pouvoir et son ambition. Cependant, « la réaction critique contre la lecture anachronique de Burckhardt a été décisive »:1,2Burckhardt a utilisé une méthode enracinée dans la Réforme en choisissant la politique pour remettre en question les convictions religieuses de Constantin. Selon Harold A. Drake, cela ne donne pas une vision précise car la politique est présente dans tout et la religion n'est pas déterminée par elle:2,9
Tout en affirmant sa préférence pour le christianisme, Constantin reste tolérant envers le paganisme. C'est pourquoi la politique religieuse de Constantin n’a jamais directement interdit le paganisme. Selon les termes d'un ancien édit, il décréta que les polythéistes pouvaient « célébrer les rites d'une illusion dépassée », à condition qu'ils n'obligent pas les chrétiens à les rejoindre:74. Dans une autre de ses lettres datant de 324, il invite ses sujets orientaux à adopter sa foi. En outre, il affirme avec netteté que personne ne doit être contraint, que chacun doit vivre en paix selon ses convictions tout en déclarant que les païens sont dans l'erreur et en ne leur accordant qu'avec mépris de fréquenter « les temples du mensonge » De nombreux récits indiquent que Constantin est resté quelque peu tolérant envers les païens:3.  
Ses dispositions de l'édit de Milan antérieur ont été réaffirmées dans l'édit des provinciaux. Drake souligne que cet édit appelait à la paix et à la tolérance : « Que personne ne dérange les autres, que chacun s'accroche à ce que son sol souhaite… » Constantin n'est jamais revenu sur cet édit. Drake se demande même si Constantin aurait pu essayer de créer une société où les deux religions se seraient syncrétisées:7. 
Cette attitude de tolérance n'exclut pas l'opposition marquée à certaines formes de paganisme. Constantin est issu d'un milieu monothéiste, qui rejette comme superstitio le vieux polythéisme traditionnel. Constantin et ses contemporains chrétiens ne considéraient pas le paganisme comme une religion vivante ; cela a été défini comme une superstitio – une « illusion dépassée »:74. Cela lui inspire diverses mesures où s'exprime ce rejet, dans lequel entrent aussi parfois des raisons d'ordre politique (la crainte des conspirations). Constantin « attaque également les temples païens en les qualifiant de "temples du mensonge"» et dénonce le paganisme comme une idolâtrie et une superstition dans le même document:7. Pierre Maraval décrit l'évolution de la mentalité de Constantin et les limites de sa «tolérance» envers le paganisme : «En 315, à Rome, il refuse les rites séculaires pour la célébration de ses dix ans de règne (decennalia), n'acceptant même pas de monter au Capitole. En 318, il interdit, sous peine de mort, les pratiques magiques qui mettent la vie en péril et conduisent à la débauche. En 319 et 320 les pratiques de divination privée, l'haruspicine dans des maisons particulières. En 323, les sacrifices sanglants lors des anniversaires impériaux. En 324, il autorise la démolition du Capitole de Jérusalem, qui s'élève à l'emplacement de lieux saints chrétiens; en 333, il fait démolir des temples sous prétexte de cultes immoraux, ainsi ceux d'Astarté/Aphrodite à Aphaka et Héliopolis en Phénicie, où se pratiquait la prostitution sacrée. Le temple d'Asclépios à Aigai en Cilicie, célèbre pour les guérisons qui s'y opéraient, est en partie démoli (mais sans doute est-ce une initiative de l'évêque du lieu). Sous son règne, les cultes orientaux de Mithra et de Cybèle régressent; des ouvrages de Porphyre, le philosophe néoplatonicien, mais aussi l'adversaire virulent du christianisme, sont brûlés sous prétexte de magie.
Après 330 surtout, l'attitude de Constantin envers le paganisme se durcit. Il fait procéder à un inventaire des richesses des temples païens, transfère leurs propriétés à sa res privata, les distribue à la nouvelle aristocratie impériale, parfois aux églises; il dépouille aussi les temples de leurs métaux précieux, fait enlever leurs statues, qu'on utilise pour décorer la capitale ou des bâtiments publics, ce que beaucoup de païens ressentent comme une profanation. Ainsi, à Constantinople, les trois temples de l'acropole sont privés de ressources, et leurs trésors sans doute confisqués (sans pour autant que le culte y soit interdit). La ville impériale, lors de sa consécration solennelle le 11 mai 330, n'a pas de Capitole, ni de culte de la divinité impériale.
Il est difficile de dire si cette évolution est due à une conversion plus profonde de Constantin au christianisme, à une volonté de s'approprier les richesses des temples pour financer ses projets, ou à une combinaison de ces deux facteurs. Quoi qu'il en soit, la politique religieuse de Constantin a eu un impact considérable sur l'Empire romain. Elle a marqué le début d'un déclin du paganisme et d'une montée en puissance du christianisme qui allait devenir la religion dominante de l'Empire.»
Selon Burckhardt être chrétien signifiait automatiquement être intolérant. Toutefois, cette affirmation présuppose une uniformité de croyance au sein du christianisme qui n’existe pas dans les archives et les sources:3. Brown dit que l’Église n’a jamais été quelque chose de monolithique :xliSelon Drake, il y a des indications que Constantin ne s'est pas converti à la croyance en une église composée de quelques élus vierges, mais à une croyance dans le christianisme comme une « grande tente » capable de contenir différentes parties:4. Drake affirme que les preuves indiquent que Constantin avait une préférence pour ceux qui cherchaient le consensus. Il avait tendance à choisir le pragmatisme plutôt que les idéologues de toute obédience. Il faut garder en tête que Constantin souhaitait la paix et l’harmonie « mais aussi l’inclusion et la flexibilité »:5. Dans son article Constantine and Consensus, Drake conclut que la politique religieuse de Constantin visait à inclure l’Église dans une politique plus large d’unité civique, même si ses opinions personnelles favorisaient sans aucun doute une religion par rapport à l’autre:9,10
Les actions et les propos de Constantin n’ont pas permis aux historiens de se contenter d’une simple lecture de ses convictions. Johann Peter Kirsch affirme que le consensus chez les experts et dans les sources est que Constantin a fait exécuter son fils et sa femme à sa demande. Il a également ordonné l’exécution de quelques prêtres eunuques, en Égypte, parce qu’ils avaient transgressé les normes morales. Selon l'historien américain Ramsay MacMullen, Constantin a fait de nombreux commentaires désobligeants et méprisants concernant l'ancienne religion, leur écriture qu'il considère comme de la « véritable obstination » de la part des païens. Il a critiqué leurs « rites et cérémoniaux malavisés » et leurs « temples du mensonge » qui contrastait avec « les splendeurs de la maison de la vérité »:49. 
Bien que Constantin soit considéré comme étant le premier empereur chrétien, cela ne signifie pas qu’il n’y avait plus de païens dans l'Empire romain lorsqu’il a pris le pouvoir. En revanche les chrétiens étaient encore en minorité et formaient, très probablement, entre seize et dix-sept pour cent de la population de l’empire au moment de la conversion de Constantin:13. Les chrétiens n’avaient donc pas un avantage numérique nécessaire pour lancer une persécution systématique des païens. Il s'agit peut-être d'une des raisons pour laquelle Constantin a toujours favorisé la paix entre les deux religions. Cependant, Brown nous rappelle que « nous ne devrions pas sous-estimer l’humeur féroce et “guerrière” des chrétiens du quatrième siècle » les répressions, les persécutions et le martyre n’engendrent généralement pas la tolérance envers les bourreaux:73. Brown affirme que les autorités romaines n'ont montré aucune hésitation à « éliminer » l'Église chrétienne qu'elles considéraient comme une menace pour l'empire, et que Constantin et ses successeurs ont fait de même, pour les mêmes raisons. Constantin interdisait sporadiquement les sacrifices publics et fermait les temples païens ; cependant, très peu de pression fut exercée sur les païens de manière individuel:74. Tout comme la persécution des chrétiens avait été sporadique, les actions contre les païens étaient également sporadiques:74,75
Des vies ont été perdues près de la Cour impériale à cause de divers conflits et intrigues. Cependant, il n’existe aucune preuve d’un assassinat judiciaire perpétré en lien avec des sacrifices illégaux avant Tibère Constantin (574-582) :xxivDrake et Hans-Ulrich Wiemer sont deux, parmi tant d’autres, qui conviennent que Constantin n’était généralement pas favorable à la suppression du paganisme par la force:523,:7–9 Au lieu de cela, Constantin a pris des mesures légales pour limiter la pratique publique du culte païen. Son approche était principalement axée sur la séduction, en faisant valoir les avantages à adhérer au christianisme:243. 

##### Interdiction de nouveaux temples et pillage des anciens temples

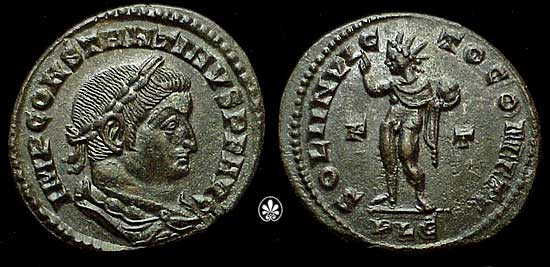
Follis publié 309/'10 par Constantin à Lugdunum (Lyon). Le revers décrit Constantin comme le « compagnon de Sol Invictus ». (SOLI INVICTO COMITI)

Le dimanche 8 novembre 324, Constantin consacra Byzance comme sa nouvelle résidence, Constantinopolis (Kônstantinoúpolis) littéralement  « la ville de Constantin » avec les prêtres païens locaux, les astrologues et les augures. Cependant, l'empereur retourna quand même à Rome pour célébrer ses Vicennalia c'est-à-dire ses vingt ans de règne. Deux ans après la consécration de Constantinople, Constantin quitta Rome pour s'établir définitivement à Constantinople. Le lundi 4 novembre 328, de nouveaux rituels furent célébrés pour consacrer la ville comme nouvelle capitale de l'empire romain. Parmi les participants se trouvaient le philosophe néoplatonicien Sopater et le pontifex maximus Praetextus. En commémoration, Constantin fit construire une statue de la déesse de la fortune Tyché et une colonne en porphyre, où il plaça une statue dorée d'Apollon avec le visage de Constantin tourné vers le soleil. Litehart dit que «Constantinople a été nouvellement fondée, mais elle a délibérément évoqué le passé romain aussi bien sur le plan religieux que politique.» :120, Le 11 mai 330, la dédicace de la ville est célébrée avec la fête du martyr de Bysance Saint Mocius et la frappe de médaillons et de pièces commémoratives.
Jusqu’en 325, Constantin avait « continué à rendre ses honneurs au Soleil » en émettant des pièces de monnaie qui le représentaient conjointement avec Sol Invictus. Les pièces de monnaie représentent Constantin en compagnie du dieu Sol Invictus, constituent des témoins essentiels du début du IVe siècle. Elles illustrent les difficultés que connurent les premières années de règnes de Constantin, qui dut adopter une politique religieuse pragmatique, à la limite de l’ambiguïté, pour faire la promotion de la paix. En outre, les pièces montrent que Constantin devait croire que le dieu solaire avait quelques vertus, malgré le fait qu’il soit une divinité païenne, car Constantin pensait que ce dieu était un moyen efficace d’amener les citoyens de l’empire à croire au dieu des chrétiens. Malgré cela, plus tard, des pièces montrant le labarum ont remplacé celles représentant le dieu Soleil,:326. 
Même si à cette époque Constantin avait une politique ouvertement chrétienne, la nouvelle ville de Constantinople offrait encore une place aux cultes païens : il y avait des sanctuaires pour les Dioscures et Tyché. Hans-Ulrich Wiemer dit qu’il y a de bonnes raisons de croire que les temples ancestraux d’Hélios, d’Artémis et d’Aphrodite étaient toujours en activité à Constantinople:523. L' Acropole, avec ses anciens temples païens, est restée inchangé.

Labarum de Constantin le Grand.

Plusieurs experts et savants indiquent que dans sa nouvelle capitale, Constantin s'est bien assuré qu'aucun nouveau temple païen ne soit érigés et n'a pas toléré les sacrifices sanglants:28,:85. Cependant, selon l'historien Gilbert Dagron, le règne de Constantin ne marque pas la fin de la construction des temples païens. En outre, il autorise et commande la construction de temples dans des zones situées en dehors de Constantinople:374. Trombley affirme que la dédicace de nouveaux temples est attestée dans les archives historiques et archéologiques jusqu'à la fin du IVe siècle:37. 
Constantin a pillé de nombreux sanctuaires païens, mais selon Hans-Ulrich Wiemer, ce pillage était davantage motivé par le désir de doter sa nouvelle capitale d'une « statuaire imposante » que par le désir de détruire le paganisme:522,523Noel Lenski dit également que Constantinople était « littéralement remplie de statues rassemblées, selon les mots de Jérôme, par “la dénudation virtuelle” de chaque ville de l’Empire romain d’Orient »:263. Selon Ramsay MacMullen, Constantin aurait perpétré des pillages délibérément et cela aurait fait partie d’actes anti-paganisme:96. Cependant, Wiemer, dans un passage de son In Defence of the Temples, relate les paroles de Libanios, le chroniqueur contemporain de Constantin, qui écrit que Constantin a pillé les Temples afin d’obtenir leurs trésors pour construire Constantinople, et non à cause d’un ressentiment envers les dieux païens:522,:85. 
Toujours selon Wiemer, Constantin aurait détruit certains sanctuaires païens, dont le prestigieux Asclépias de la mer Égée cilicienne:522. Constantin aurait également détruit le temple d'Aphrodite au Liban. Constantin « confisqua » la colonie militaire d’Aelia Capitolina mieux connu sous le nom de Jérusalem. Il en a fait un lieu de culte chrétien en détruisant un temple capitolin qui était sur une colline. Selon les historiens chrétiens, Hadrien, empereur au IIe siècle, avait construit un temple d’Aphrodite sur le site de la crucifixion sur la colline du Golgotha afin d’enrayer la vénération judéo-chrétienne. Constantin a utilisé ce justificatif pour amorcer la destruction du temple, affirmant qu’il « récupérait » simplement la propriété:30. 

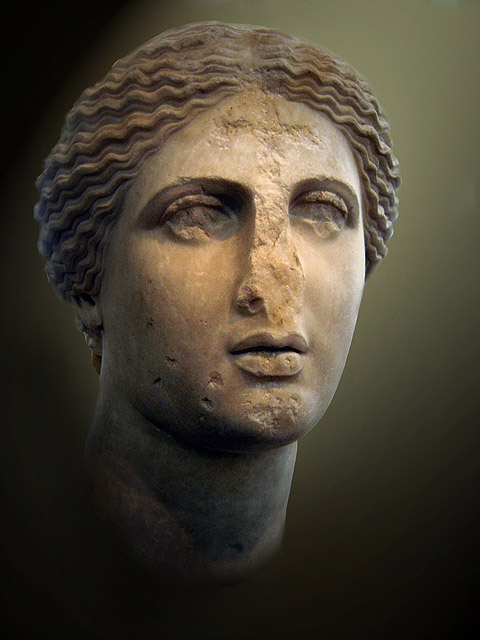
Tête d'Aphrodite, copie du d'un original de Praxitèle. La croix chrétienne sur le menton et le front était destinée à « désacraliser » un artefact païen sacré. Trouvé dans l'Agora d'Athènes. Musée Archéologique National d'Athènes.

En utilisant le même vocabulaire de récupération chrétienne, Constantin a acquis, au bénéfice des chrétiens, de nombreux sites d’importance chrétienne en Terre sainte pour y construire des églises. Au chêne sacré et à la source de Mambre, site vénéré et occupé simultanément par les Juifs et les païens, des sources écrites racontent que Constantin ordonna de brûler les idoles, de raser l’autel et d’édifier une église. L’archéologie du site démontre cependant que l’église de Constantin et ses bâtiments annexes n’occupaient qu’un secteur périphérique de l’enceinte, laissant le reste libre:31. 
La plupart de ces sites avaient été « pollués » par des sanctuaires païens et devaient être désacralisés avant de pouvoir être utilisés:39,40 Il est important de noter que la pratique de « nettoyer » un site sacré de ses influences spirituelles antérieures n'était pas limitée aux chrétiens, mais est présent dans de nombreuses religions, même chez les païens. Selon Bayliss, les écrits historiques du poète Prudentius indiquent que la désacralisation d'un temple nécessitait simplement le retrait de la statue du culte et de l'autel:39,40 Cependant, cela s’étendait souvent à la destruction, voire à la disparition de statues et d’icônes, de stèles votives et de tout autre image ou décoration interne. Ces objets ne furent pas systématiquement détruits : certains d’entre eux furent « purifiés » en recevant une croix gravée sur leur surface ; il est possible qu’on ait également perpétré sur eux un rite. D’autres furent simplement déplacées et présentées comme des œuvres d’art. Par exemple, la frise du Parthénon a été conservée après la conversion chrétienne du temple, bien que sous une forme modifiée.
Constantin et ses successeurs ont apporté aux églises la richesse, la paix et la possibilité de bâtir une position locale forte. Le christianisme s’était déjà montré capable de distribuer de l’argent pour soutenir ses causes religieuses. En adoptant la tradition romaine des dotations, Constantin est devenu un donateur d’une générosité pratiquement sans précédent:77. Après 320, Constantin a soutenu l’Église chrétienne en tant que protecteur et a bâti des églises ainsi qu’acheté des terres pour l’Église:49. Il fonda Saint-Pierre à Rome et Saint-Jean-de-Latran ; à Antioche, il construisit un grand octogone au dôme doré et l'église du Saint-Sépulcre à Jérusalem:78. 
Après un voyage en Palestine (326-328 apr. J.-C.) de l'impératrice Hélène, Constantin fait de nombreuses œuvres d'évergétisme en Terre sainte. La construction de l'église du Saint-Sépulcre à Jérusalem, ainsi que d'autres églises de Palestine n'étaient qu'un début. À la fin de la période byzantine (235/325 - 614 apr. J.-C.), Mark A. Meyers écrit qu'environ 400 églises et chapelles, ainsi que plus d'une centaine de nouvelles synagogues, avaient été construites en Palestine et en Jordanie:285–287
Lors du règne de Constantin, la plupart des temples restèrent ouverts pour les cérémonies païennes officielles, pour les activités de « libation » plus acceptables socialement ainsi que pour l'offrande d'encens. Alors même que les chrétiens étaient persécutés par les païens, les restrictions imposées par l’Église interdisaient le pillage des temples païens par les chrétiens. Malgré la polémique d'Eusèbe, la principale contribution de Constantin à la chute des temples résidait principalement dans sa négligence à leur égard:31. 

##### Interdiction des sacrifices
Selon Scott Bradbury, la politique de Constantin envers les païens est « ambiguë et insaisissable » et qu’« aucun aspect n’a été plus controversé que l’affirmation selon laquelle il interdisait les sacrifices de sang ». Les sources à ce sujet sont contradictoires : Eusèbe affirme que oui, tandis que Labanios soutient que c’est au contraire Constantin II qui a pris cette décision:120,   Selon Robert Malcolm Errington, au chapitre 44 dans le livre 2 du De vita Constantini d'Eusèbe de Césarée l'auteur déclare explicitement que Constantin a écrit une nouvelle loi « nommant principalement des gouverneurs chrétiens et aussi une loi interdisant tout les fonctionnaires païens restants de faire des sacrifices en leur qualité officielle. » :310. 
D’autres preuves significatives ne parviennent pas à étayer l’affirmation d’Eusèbe selon laquelle il faut mettre fin au sacrifice. Constantin n’a jamais édicté de loi interdisant les sacrifices. Selon Errington, l’objectif de la Lettre aux Provinciaux d’Orient est de « flatter et de louanger les chrétiens, de montrer l’engagement personnel de l’empereur envers leur cause, tout en empêchant ainsi qu’une croisade contre les incroyants »:312. L’archéologue Luke Lavan écrivait que la popularité des sacrifices humains baissait parallèlement à celle de la construction de nouveaux temples. Il ne pensait pas pour autant que ceci soit lié au mouvement anti-païen :xlviiDrake dit que Constantin abhorrait personnellement le sacrifice et supprimait l'obligation d'y participer de la liste des devoirs des fonctionnaires impériaux, mais les preuves d'une véritable interdiction radicale du sacrifice sont minces, tandis que les preuves de sa pratique continue sont nombreuses:6. 

##### Législation contre la magie et la divination privée
Michelle Salzman affirme qu'au IVe siècle, il existait un lien conceptuel entre la divination ou la magie illicite et la peur du divin:175. Des lois contre la pratique privée de la divination avaient été promulguées au début de la période impériale par Auguste et Tibère. Luke Lavan explique que les pratiques privées étaient associées à la trahison et aux complots secrets contre l'empereur :xxiii La peur d'un rival avait conduit de nombreux empereurs à se montrer sévères envers ceux qui tentaient de deviner leur successeur. Maijastina Kahlos dit que les empereurs chrétiens ont hérité de cette peur des pratiques privées, y compris de la peur de la divination privée:200. Les empereurs souhaitaient conserver pour eux seuls la connaissance du futur. C’est pourquoi la divination privée, l’astrologie et les « pratiques chaldéennes », qui étaient associées à la magie, ont fait l’objet de menaces de bannissement et d’exécution bien avant Constantin:200,fn.32
Les empereurs suivants ont vu que les rituels privés et secrets risquaient de constamment tomber dans la catégorie de la magie:201. Toutefois, le décret de Constantin contre la divination privée ne considérait pas la divination comme une forme de magie. C’est pourquoi il permettait aux Haruspices de pratiquer leurs rituels en public:201. Selon Kahlos, il l'a toujours qualifié de « superstitio »:200. 

#### Donatisme
Après la persécution de Dioclétien, beaucoup de ceux qui avaient coopéré avec les autorités romaines souhaitaient reprendre leurs fonctions au sein de l’Église. Maureen Tilley, présidente de la Société patristique nord-américaine, affirme que les diverses réactions des chrétiens d’Afrique du Nord à ce « retour » étaient déjà perceptibles en 305 apr. J.-C. :xiv.
Selon Maureen Tilley, plusieurs chrétiens d’Afrique du Nord avaient une approche plus «physicaliste de la religion ». Pour eux, les Écritures sacrées n’étaient pas seulement des livres écrit avec de la simple encre et une plume. La Bible était réellement la Parole de Dieu sous forme physique. Les donatistes considéraient la remise de la Bible et la remise d’une personne au martyre comme « les deux faces d’une même médaille » :ix Lors de la persécution impériale, certains fonctionnaires, aux placés et fidèles chrétiens remirent aux Romains les livres sacrés et d’autres biens de l’Église plutôt que de s’exposer à des sanctions légales pour quelques objets :ix Ces coopérateurs sont devenus connus sous le nom de traditores ; le terme signifiait à l'origine celui qui remettait un objet physique, mais il a fini par signifier « traître » :ix Les chrétiens d'Afrique du Nord, continuaient à éprouver du ressentiment envers le gouvernement romain et refusaient d'accepter le retour des traditores aux postes de direction de l'Église, invoquant la nécessité de la pureté ecclésiastique. Ce rejet s'étendit également aux descendants des traditores :ix,x
L’Église voulait faire table rase et accueillir le nouveau gouvernement. Il y avait aussi des points de vue différents sur le baptême et d’autres pratiques, mais Alan Cameron affirme que le donatisme n’était pas une véritable hérésie en raison de divergences sur des doctrines importantes, mais plutôt un schisme lié à des différences dans les pratiques :xiv,69
En 311, l'évêque de Carthage, Mensurius, meurt. Les douze évêques de la région devaient se réunir pour élire un successeur. En lieu et place, les donatistes et les catholiques ont élu chacun leur propre successeur, et aucun des deux camps n’a proposé la candidature de l’autre :xivLes rigoristes élisent Majorin auquel lui succède Donat, donnant son nom au mouvement.
Les donatistes firent appel à Constantin pour décider qui serait le véritable évêque de Carthage :xvLes chrétiens s'attendaient à ce que Constantin soit l'arbitre de tous les conflits religieux. Cela faisait simplement partie du travail de l’empereur :xxivHarold A. Drake soutient que « depuis la dynastie jovienne, lorsque Dioclétien a établi l’Empire comme un Empire expressément fondé sur le soutien divin, il était délicat d’arriver à un consensus au sujet des questions religieuses »:8. En 313, Constantin avait déjà nommé un concile à Rome présidé par le pape Miltiade pour régler la question du donatisme. En 314, il a aussi nommé une commission d’appel qui s’est réunie à Arles pour statuer sur la désignation d’un évêque légitime. Cette commission a choisi l’évêque catholique. Les donatistes, quant à eux, ont rejeté les conclusions de la commission et ont refusé tout compromis:67. 
Par conséquent, dit Tilley, « c'était devenu le devoir impérial et religieux de Constantin » d'imposer l'acceptation. Constantin a répondu par une répression modérée à sévère :xxivLes premiers récits de martyrs donatistes datent des années 317 à 321 :xvTilley indique que c’était une réponse à l’urgence liée au maintien de l’ordre public, mais aussi à la volonté de l’empereur de maintenir la Pax Deorum (« paix des Dieux »), qui est la paix entre le ciel et la terre :xxv
Le sociologue Joseph Bryant croit que la controverse donatiste constitue le moment où une secte devient une Église:332. Selon lui, le christianisme est passé d’une « Église chrétienne marginale, persécutée et populaire » au premier siècle à une religion pleinement institutionnalisée, capable d’embrasser l’ensemble de l’Empire romain au IIIe siècle:304. Il explique que « le principe directeur du modèle d'association sectaire ne réside pas dans l'appareil institutionnel, mais dans la sainteté personnelle de ses membres »:320. Une église, en revanche, est une organisation où la sainteté se trouve dans l’institution plutôt que dans l’individu:306. Pour devenir une Église, dit Bryant, « le christianisme devait surmonter son aliénation par rapport au monde et résister à la persécution. Il n’était plus une ecclésia pure (une secte de saints et d’élus), mais plutôt un corpus. permixtum, une Église “catholique”, orientée vers les conversions de masse et dotée institutionnellement de pouvoirs étendus de grâce sacramentelle et de rédemption »:333. 
Peter Brown a identifier un phénomène d'adaptation de la culture judéo-chrétienne à la culture gréco-romaine. Il la nomme « la conversion du christianisme » à la culture et aux idéaux du monde romain. Toutefois, Peter Brown dit que sans ce phénomène, Constantin ne se serait sûrement jamais converti. Cette « transformation capitale » menaçait également la survie du mouvement religieux marginal. Cela a naturellement conduit à des divisions, des schismes et des défections:317;320 Bryant explique qu'« une fois que les membres d'une secte déterminent que "l'esprit" ne réside plus dans le corps parent, "les saints et les purs" se retrouvent généralement contraints soit par conviction, soit par coercition de se retirer et d'établir leur propre contre-attaque. église,  [sic] "reste rassemblé" des élus de Dieu »:317. 
Puisque Constantin a commandé plusieurs enquêtes sur les questions donatistes et que toutes ces dernières ont conclu en faveur de la thèse catholique, les donatistes refusaient toutefois de se soumettre à l’autorité impériale ou ecclésiastique:332. Cela aurait été suffisant pour justifier des mesures. À titre de premier empereur chrétien à perpétrer des persécutions contre certains chrétiens, Constantin a donc fait preuve d’un zèle particulier.  Brown affirme que les autorités romaines n’ont pas hésité à « éliminer » l’Église chrétienne qu’elles considéraient comme une menace pour l’Empire ; Constantin et ses successeurs en ont fait autant pour les mêmes raisons:74. 
La persécution de Constantin contre ces chrétiens n’a pas été plus efficace que celle de Dioclétien. En 321, il a reconnu son échec et annulé les lois contre les donatistes. Durant les 75 années qui ont suivi, les deux tendances se sont côtoyées, souvent directement l’une à côté de l’autre, avec une double ligne d’évêques dans certaines villes :xv Cela a entraîné une seconde phase de persécution, mais les donatistes sont parvenus à survivre jusqu’à l’invasion arabe de l’Afrique du Nord aux alentours des dernières années du VIIe siècle:333. 

#### L'arianisme et le concile de Nicée
John Kaye caractérise la conversion de Constantin et le concile de Nicée que Constantin a convoqué comme deux des événements les plus importants qui ne soient jamais arrivés à l’Église chrétienne:1. Tout au long de son règne, l’implication de Constantin dans l’Église a été dominée par ses nombreux conflits définissant l’orthodoxie et la vraie foi contre l’hétérodoxie et les hérésies. Michele R. Salzman indique que l’hérésie était une priorité plus élevée que les païens pour la plupart des chrétiens du IVe et du Ve siècle, y compris pour Constantin:861. 
La pire de ces hérésies et la plus dangereuse étaient sans aucun doute la controverse arienne qui dura 56 ans. Le débat portait essentiellement sur les formules trinitaires. Contrairement au donatisme qui était un « schisme » (les différences portaient sur les pratiques et non sur la doctrine) géographiquement limité à l’Afrique du Nord, l’arianisme avait un danger et une profondeur beaucoup plus grands. L’arianisme était considéré comme une véritable hérésie : une croyance erronée. Les ariens croyaient que le Père, le Fils et le Saint-Esprit n’étaient pas égaux. La plupart des controverses ecclésiales des quatrième et cinquième siècles étaient centrées sur la nature du Christ et sa relation exacte avec Dieu et l’homme:69. En outre, contrairement au donatisme, l'arianisme s'est répandu dans une grande partie de l'empire, y compris parmi les tribus germaniques, comme les Wisigoths, qui venaient tout juste de se convertir:69. 
Bien qu'il soit généralement admis que l'arianisme a commencé en 318, William Telfer écrit que la datation de son début est très problématique. Kaye dit que cela a commencé à Alexandrie, entre les évêques Arius et Alexandre, et s'est rapidement répandu à travers l'Égypte, la Libye et les autres provinces romaines:33. Les évêques se livraient à une « guerre de paroles » et le peuple se divisait en partis, tandis que les païens les ridiculisaient tous:5. Au centre de la controverse se trouvait Athanase qui devint le « champion de l'orthodoxie » à la place d'Alexandre.
Il est généralement admis que l’arianisme a commencé en 318. Toutefois, comme l'affirme William Telfer, la datation du début de l'hérésie est très problématique. Nous savons néanmoins que l’hérésie a commencé à Alexandrie à cause d'une polémique initialement locale entre le patriarche Alexandre et Arius, et s’est rapidement répandue à travers l’Égypte puis la Libye et dans toutes les autres provinces romaines. Les évêques se livraient à une « guerre de mots » et le peuple se divisait en partis. Les païens en profitaient pour ridiculiser les chrétiens. Au centre de la controverse se trouvait Athanase d’Alexandrie qui devint le « champion de l’orthodoxie » à la place d’Alexandre:28,29,31
Constantin reçut la nouvelle du conflit quelque temps avant sa dernière guerre avec Licinius et en fut profondément affligé:23. Après avoir écrit des lettres qui furent sans réponses et après avoir envoyé d’autres évêques pour promouvoir la réconciliation, Constantin a appelé tous les dirigeants de l’Église à se réunir en 325 à Nicée en Bithynie pour régler la question:23. Constantin présidait même le concile, témoignage de l’importance qu’avait prise la religion dans sa vie et dans la politique de l’Empire. Kaye fait référence à Salaminios Hermias Sozomenos ou Sozomène en disant que Constantin a commencé par un discours dans lequel il a exhorté les évêques, en tant que ses amis et des ministres, à résoudre les conflits et à embrasser la paix. Sozomène dit que les évêques se sont alors lancés dans une accusation mutuelle. Constantin a servi de médiateur, parfois sévèrement corrigé, persuadé et félicité, et finalement les a amenés à un accord:33–36 Le résultat fut le Symbole de Nicée qui mettait donc fin à l’hérésie arienne. Cinq évêques se sont abstenus. Ils furent bannis pendant un certain temps, puis revinrent finalement. Athanase fut ensuite évincé de son évêché d’Alexandrie en 336 par les ariens, contraint à l’exil et vécut une grande partie du reste de sa vie dans un cycle de mouvements forcés alors que le pouvoir allait et venait entre les deux groupes:28,29,31
La controverse arienne s'est transformée en enjeu politique après la mort de Constantin. Athanase, défenseur de la doctrine orthodoxe, s'est éteint en 373. Néanmoins, ses enseignements ont profondément marqué l'Occident et influencé Théodose, devenu empereur en 381:20. Le credo de Nicée a perduré comme le credo officiel de l'Église:28,29,31

## Voir également
- Colonne Serpent